# Moha (concepto)
Moha (Sánscrito, Pali; fonética tibetana: timuk) es un concepto budista que se refiere a una aflicción o veneno del carácter y significa "engaño, confusión, insulsez". Es a veces sinónimo con "ignorancia" (avidyā).
El moha, junto con el Raga (codicia, apego de los sentidos) y el Dvesha (aversión, odio) son las raíces que conducen al Trisna (deseo) en el pensamiento budista. El trisna es una de las doce nidanas que impulsan la rueda de vida. Es simbólicamente representado como el cerdo en el centro de las Bhavacakras .
El moha está identificado en los contextos siguientes dentro de las enseñanzas budistas:
- Uno de los tres venenos dentro de la tradición budista Mahayana.
- Uno de las tres raíces dañinas dentro de la tradición budista Theravada.
- Uno de los catorce factores mentales dañinos dentro de las  enseñanzas de Theravada Abhidharma.

## Etimología y significado
El moha aparece en la literatura védica, y tiene raíces en la palabra del védico antiguo mogha que significa "vacío, irreal, vano, inútil, estúpido". El término, así como el concepto de los tres defectos aparece en los textos antiguos del jainismo y algunas escuelas de hinduismo como la nyaya, en sus respectivas discusiones sobre la teoría de la reencarnación.
Lo opuesto de Moha es Prajna (conocimiento, sabiduría). Las creencias diferentes de aquellas consideradas como conocimientos en el budismo, son formas de engaño o Moha. Es una de las raíces de mal, en la creencia budista.

## Aplicación
Dentro de la tradición Mahayana, el moha es clasificado como uno de los tres venenos, los cuales están considerados como la raíz del sufrimiento.
En la tradición Mahayana, el moha es considerado una subcategoría de avidyā. Mientras que avidyā se define como ignorancia fundamental, el moha se define como una ignorancia de causa y efecto o de realidad que acompaña sólo a estados destructivos de mente o de comportamiento. Moha es a veces sustituido por avidyā en listas de los tres venenos. En explicaciones contemporáneas de los tres venenos, los profesores normalmente enfatizan la ignorancia fundamental de avidyā más que el moha.